# Eileen O'Higgins
Eileen O'Higgins, född 1987, är en irländsk skådespelare.
O'Higgins har bland annat medverkat i TV-serien Billy the Kid från 2022. Hon har även medverkat i filmerna Brooklyn från 2015 och Mary Queen of Scots från 2018.

## Filmografi (i urval)
- 2009 – Emma (2009) (TV-serie)
- 2015 – Brooklyn
- 2018 – Mary Queen of Scots
- 2022 – Billy the Kid (TV-serie)